# Rooting for You
«Rooting for You» (с англ. — «Болею за тебя») — сингл британской группы London Grammar, выпущенный лейблами Ministry of Sound и Sony Music в Великобритании 1 января 2017 года в качестве лид-сингла с их второго студийного альбома Truth Is a Beautiful Thing (2017). Он достиг 58-й строчки в UK Singles Chart.

## Музыкальный клип
Музыкальное видео для песни было снято Bison, в котором две минуты песни исполняются а капелла. Монтаж произведен Соней Сьер и Зои Уилер.

## Список композиций
| №  | Название          | Длительность |
| -- | ----------------- | ------------ |
| 1. | «Rooting for You» | 4:29         |

## Чарты
| Чарт (2017)                                | Позиция |
| ------------------------------------------ | ------- |
| Бельгия/Фландрия (Ultratip Bubbling Under) | 133     |
| Бельгия/Валлония (Ultratip Bubbling Under) | 43      |
| France (SNEP)                              | 55      |
| Ирландия (IRMA) ·                          | 72      |
| Шотландия (OCC Scotland)                   | 45      |
| Великобритания (OCC UK Singles)            | 58      |

## История выпуска
| Регион         | Дата          | Формат           | Лейбл                        |
| -------------- | ------------- | ---------------- | ---------------------------- |
| Великобритания | 1 января 2017 | Digital download | Ministry of Sound Sony Music |